# Guido Breña López
Guido Breña López, né le 9 juillet 1931 à Puquio au Pérou et mort le 9 juillet 2013, est un prélat catholique péruvien.

## Biographie
Guido Breña López est membre de l'ordre des dominicains et est ordonné prêtre en 1954. En 1973, il est nommé évêque d'Ica. Il prend sa retraite en 2007.

## Sources
- Profil sur Catholic hierarchy